# عويلين
عويلين  قرية سوريّة تتبع إداريّاً لمحافظة حلب منطقة أعزاز ناحية أخترين، بلغ تعداد سكانها 201 نسمة حسب التعداد السكاني لعام 2004.